# Zbylut z Gołańczy
Zbylut Pałuka z Gołańczy – kasztelan nakielski w latach 1325–1343.
Jako świadek uczestniczył w polsko-krzyżackim procesie warszawskim 1339 roku.